# 台中市公車18路
台中市公車18路停駛前行駛自朝馬轉運站至大智中興路口，由統聯客運營運。原為阿羅哈客運朝馬站和干城間的接駁車，因不堪營運虧損轉由統聯客運營運，於2023年12月16日停駛。

## 歷史
- 2009年3月10日：阿羅哈客運加入營運臺中市公車，18路通車，並免費至3月31日。本路線原本行駛自干城到阿羅哈朝馬轉運站，並提供24小時服務。
- 2013年3月1日：阿羅哈客運退出營運臺中市公車，18路轉由統聯客運營運，行駛區間延長為「老虎城－臺中高農」，原行駛區間內，亦增設多個站位。
- 2013年7月4日：因應臺中鐵路高架化工程需要封閉復興陸橋，原經干城至後火車站段，改駛自由路－建成路－大智路，不再經干城[2]。
- 2014年1月20日：原臺中高農之端點，延駛至「大智公園」，路線名稱變更為「老虎城－大智公園」。並加停「東峰國中」、「仁和大智路口」、「大智喬城路口」等站。
- 2014年1月20日：調整發車時刻（10:50→11:00、11:10→11:05、11:40→11:30、12:30→12:20、13:10→13:20、16:20→16:25、16:40→16:50、17:20→17:15）。
- 2014年12月1日：原老虎城之端點，延駛至「朝馬轉運站」，路線名稱變更為「朝馬轉運站－大智公園」。往朝馬轉運站方向並加停「黎明環河路口」、往大智公園方向加停「河南市政北七路口」等站。及調整行駛動線和調整發車時間（18:10→18:25、19:30→19:40）。
- 2016年1月11日：來回程改經綿南街往返五權路及雙十路二段不再途經育才北路，來回程取消「中友百貨（育才北路）」，並加停「五權學士路口」、「莒光新城」、「臺灣體大體育場」。
- 2016年9月20日：調整行駛路線至「新建國市場」，並將「建成東光園路口」、「大東紡織（建成路）」裁撤，增設「新建國市場（1號門）」。
- 2016年10月29日：「後火車站」更名為「臺中火車站（東站）」。[3]
- 2016年12月30日：增停「新建國市場（3號門）」，將「新建國市場（1號門）」往臺中火車站站位往現有駐車彎停靠，路線變為「朝馬轉運站-大智中興路口」[4]。
- 2022年5月23日：因應沿線乘車需求變化，即日起調整發車時刻。
- 2023年12月1日：調整發車時刻，改為一天單向五班。
- 2023年12月16日：停駛[5]。

## 路線基本資料
單程行車里數約13.3公里，單程行車時間約60分。往大智中興路口44站，往朝馬轉運站51站。
自朝馬轉運站起，經由河南路、青海路、漢口路、西屯路、健行路、學士路、五權路、錦南街、雙十路、自由路、建成路、大智路、復興路、臺中路、仁和路、大智路至大智中興路口。回程則從大智益民路口發車，經由大智路、明德街、台中路，後續與去程路線相同。

### 時刻表
- 停駛前時刻表僅供參考，請以統聯客運網站公告為準。時刻表最後更新時間為2023年12月1日。

| 台中市公車18路時刻列表                     | 台中市公車18路時刻列表                     |
| ------------------------------------------ | ------------------------------------------ |
| 朝馬轉運站（朝富路）發車                   | 大智益民路口發車                           |
| 平／假日 07:10、09:50、12:45、15:40、19:00 | 平／假日 06:00、08:30、11:05、14:15、17:10 |

### 收費
- 一般市區公車（1～999、綠1～綠4）：依里程計費，收費費率為［2.431×搭乘里程數×（1+5%營業稅）］元。
  - 於基本里程8公里內票價為全票20元、半票11元。
  - 兒童、老人、身心障礙者及其陪伴者依規定半票收費，半票收費費率為原收費費率的一半。
  - 市民限定交通卡：前10公里免費，超過10公里部分票價比照收費費率，且上限為10元。
- 小黃公車（黃1～黃25）：免費。
- 幸福公車（梨山1）：票價比照臺中市計程車收費費率，持電子票證刷卡全程免費。
- 市民小巴（市民小巴1～市民小巴4）：票價比照一般市區公車收費費率，持電子票證刷卡全程免費。

### 停站
- 參見右側站牌路線圖，綠色路段表示行駛優化公車專用道。

## 圖片集

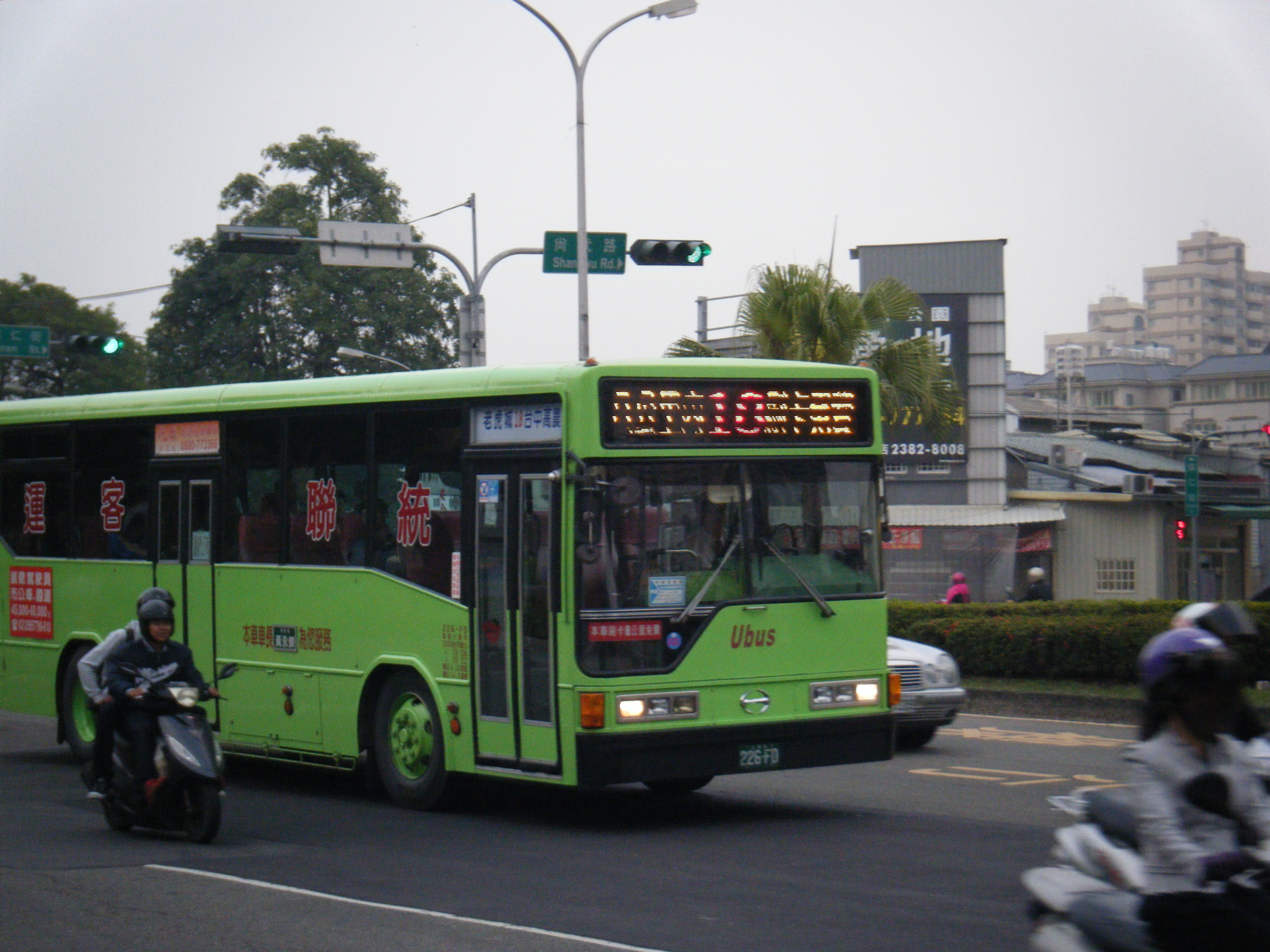
統聯客運18路公車
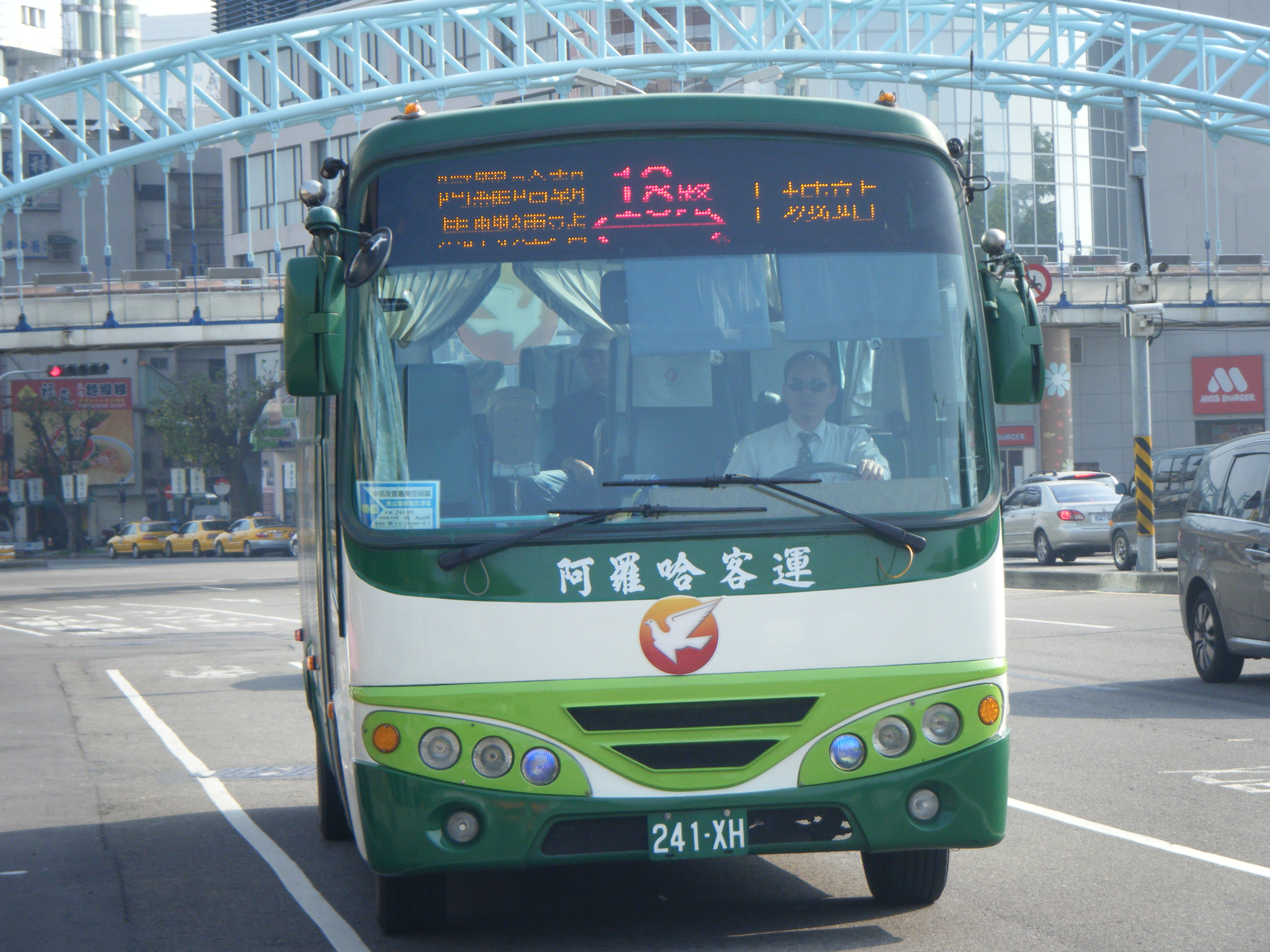
台中市公車18路(阿羅哈經營時期)